# Artista do Povo da RSFSR
O Artista do Povo da RSFSR é um título honorífico da República Socialista Federativa Soviética da Rússia (RSFSR). O prêmio foi estabelecido por decreto do Comitê Executivo Central de Toda a Rússia em 10 de agosto de 1931.

## História
O aparecimento do título está associado à improvisação do Comissário do Povo para a Educação da RSFSR A.V. Lunatcharsky em relação ao artista F.I. Chaliapin. Em outubro de 1918, querendo enfatizar o papel especial de Chaliapin na sociedade, Anatoli Lunatcharsky, durante o intervalo após o primeiro ato da ópera “O Barbeiro de Sevilha” no palco do Teatro Mariinsky, parabenizou publicamente Fyodor Ivanovich por ter sido premiado com o título de “Artista do Povo”. Um mês depois, em 13 de novembro de 1918, foi emitida uma resolução do Conselho dos Comissários do Povo da União das Comunas da Região Norte com a seguinte redação: “em comemoração aos serviços prestados à arte russa, um nativo do povo altamente talentoso, O artista da Ópera Estatal de Petrogrado, Fyodor Ivanovich Chaliapin, deveria receber o título de Artista do Povo”. Ao mesmo tempo, o conceito de “República” não foi utilizado na redação oficial da resolução.
O primeiro artista a quem o título foi concedido pelo Governo do país foi M. N. Ermolova. A petição para conceder-lhe o título também foi iniciada por A.V. Lunatcharsky, que foi documentada pela ata da reunião do Pequeno Conselho dos Comissários do Povo em 20 de fevereiro de 1920 com  de Vladimir Lênin. No caso de Ermolova, o conceito de “República” também não foi utilizado no documento.
Com a formação do Conselho Supremo da RSFSR, o título de “Artista do Povo da RSFSR” foi concedido com base em Decretos do Presidium do Conselho Supremo da RSFSR. O primeiro a quem este título foi concedido com base no Decreto do Presidium do Soviete Supremo da RSFSR foi um grupo de 11 artistas do Teatro de Arte de Moscou da URSS em homenagem a M. Gorky - o decreto correspondente foi assinado em 26 de outubro de 1938.

## Procedimento de atribuição
A resolução do Comitê Executivo Central de toda a Rússia e do Conselho dos Comissários do Povo da RSFSR datada de 10 de agosto de 1931 determinou que “o título de Artista do Povo da República é concedido aos cidadãos por uma resolução do Presidium do Comitê Executivo Central de Toda a Rússia, sob proposta dos comissariados do povo e das instituições centrais da RSFSR, das comissões eleitorais centrais das repúblicas autónomas, dos comités executivos regionais e regionais e das organizações públicas. O título de Artista do Povo da República é atribuído a cidadãos que possuam méritos e realizações excepcionalmente elevados no domínio da música, das artes performativas e do cinema, manifestados tanto na criatividade artística como na performance. Para os trabalhadores do teatro e do cinema, são necessários pelo menos 10 anos de experiência artística no palco ou na tela soviética".
Na verdade, o título foi concedido no máximo cinco anos após a atribuição do título honorário de “Artista Emérito da RSFSR” ou “Artista Homenageado da RSFSR” a artistas, diretores, coreógrafos, maestros, mestres de coro, intérpretes musicais que criaram altamente imagens artísticas, performances, filmes, peças televisivas, filmes televisivos, concertos, variedades, programas circenses, obras musicais, televisivas e radiofónicas que tenham contribuído de forma destacada para a cultura artística nacional e recebido amplo reconhecimento público.

## Distintivo
A insígnia do título honorário foi instituída pelo decreto do Presidium do Conselho Supremo da RSFSR de 30 de janeiro de 1981 “Sobre a instituição das insígnias “Artista do Povo da RSFSR”, “Artista do Povo da RSFSR”, “Homenageado Artista da RSFSR”, “Artista Homenageado da RSFSR”, “Artista Homenageado da RSFSR” “, “Trabalhador Homenageado da Cultura da RSFSR”, “Advogado Homenageado da RSFSR”.

## Abolição da classificação
A partir de 21 de fevereiro de 1992, após a decisão do Conselho Supremo da RSFSR de mudar o nome do Estado de “República Socialista Federativa Soviética Russa” para “Federação Russa” (ver Lei da RSFSR de 25 de dezembro de 1991 nº 2.094 -I) no nome do título, como em todos os títulos honoríficos, a palavra “RSFSR” foi substituída pelas palavras “Federação Russa”, com uma mudança correspondente no distintivo.
A última pessoa a receber o título de “Artista do Povo da RSFSR” foi o maestro militar Vladimir Solodakhin.